# برج اوته
برج اوته (به لاتین: OTE Tower) یک ساختمان بلندمرتبه در یونان است که در Municipality of Thessaloniki واقع شده‌است.